# Quintanarruz
Quintanarruz  es una localidad situada en la provincia de Burgos, comunidad autónoma de Castilla y León (España), comarca de Alfoz de Burgos. Su situación administrativa actual es la de Entidad Local Menor dependiente del ayuntamiento de Merindad de Río Ubierna.

## Datos generales
En 2006, contaba con 24 habitantes. Está situada a 20 km al este de la capital del municipio, Sotopalacios, junto a la localidad de Lermilla, ambas en el valle del río Homino, afluente del Oca, que nace en Quintanajuar.

## Comunicaciones
- Carretera: Camino de acceso desde la CL-629 a la altura de Hontomín.
- Ferrocarril: Hasta su cierre en 1985 la villa contaba con una estación del ferrocarril Santander-Mediterráneo.

## Historia
Villa que formaba parte, de la Cuadrilla de Rojas en el partido de Merindad de Bureba, uno de los catorce que formaban la Intendencia de Burgos durante el periodo comprendido entre 1785 y 1833. Tal como se recoge en el Censo de Floridablanca de 1787 tenía jurisdicción de realengo con alcalde ordinario.
Antiguo municipio de Castilla la Vieja en el partido Briviesca, que en el censo de la matrícula catastral contaba con 13 hogares y 52 vecinos. 
Entre el censo de 1857 y el anterior, crece el término del municipio porque incorpora a Lermilla. 
Entre el censo de 1981 y el anterior, este municipio desaparece porque se agrupa en el municipio Merindad de Río Ubierna. En este momento contaba su término con una extensión superficial de 2.146 hectáreas y las dos localidades sumaban 17 hogares y 60 vecinos.

## Demografía
| Gráfica de evolución demográfica de Quintanarruz entre 1842 y 1970 |
| |
| Población de derecho según los censos de población del INE Población de hecho según los censos de población del INEEntre el censo de 1857 y el anterior, crece el término del municipio porque incorpora a Lermilla. Entre el censo de 1981 y el anterior, este municipio desaparece porque se agrupa en el municipio Merindad de Rio Ubierna. |